# Sinoga
Sinoga es una aldea española situada en la parroquia de Santa Marina de Otero de Rey, del municipio de Otero de Rey, en la provincia de Lugo, Galicia.

## Demografía
| Gráfica de evolución demográfica de Sinoga entre 2000 y 2019 |
|                                                              |
| Datos según el nomenclátor publicado por el INE.             |